# Planta perenne
En botánica, una planta perenne (del latín per, «por», annus, «año») es una planta que vive durante más de dos años. Las plantas perennes se denominan también vivaces. No todas las plantas son vivaces, sino que una buena parte de las hierbas, las plantas que no desarrollan tallos leñosos (de madera), son anuales o bienales (viven solo uno o dos años).
El adjetivo perenne se usa también ─lo que puede dar lugar a alguna confusión─ para referirse al follaje de una planta vivaz si este no se renueva cada año de una vez, sino que se conserva verde en todas las estaciones. Se dice entonces que la planta es «de hoja persistente» o que la planta es perennifolia. Cuando de una hoja se dice que es perenne es también para indicar que dura más de dos años, no que la planta es perennifolia. 

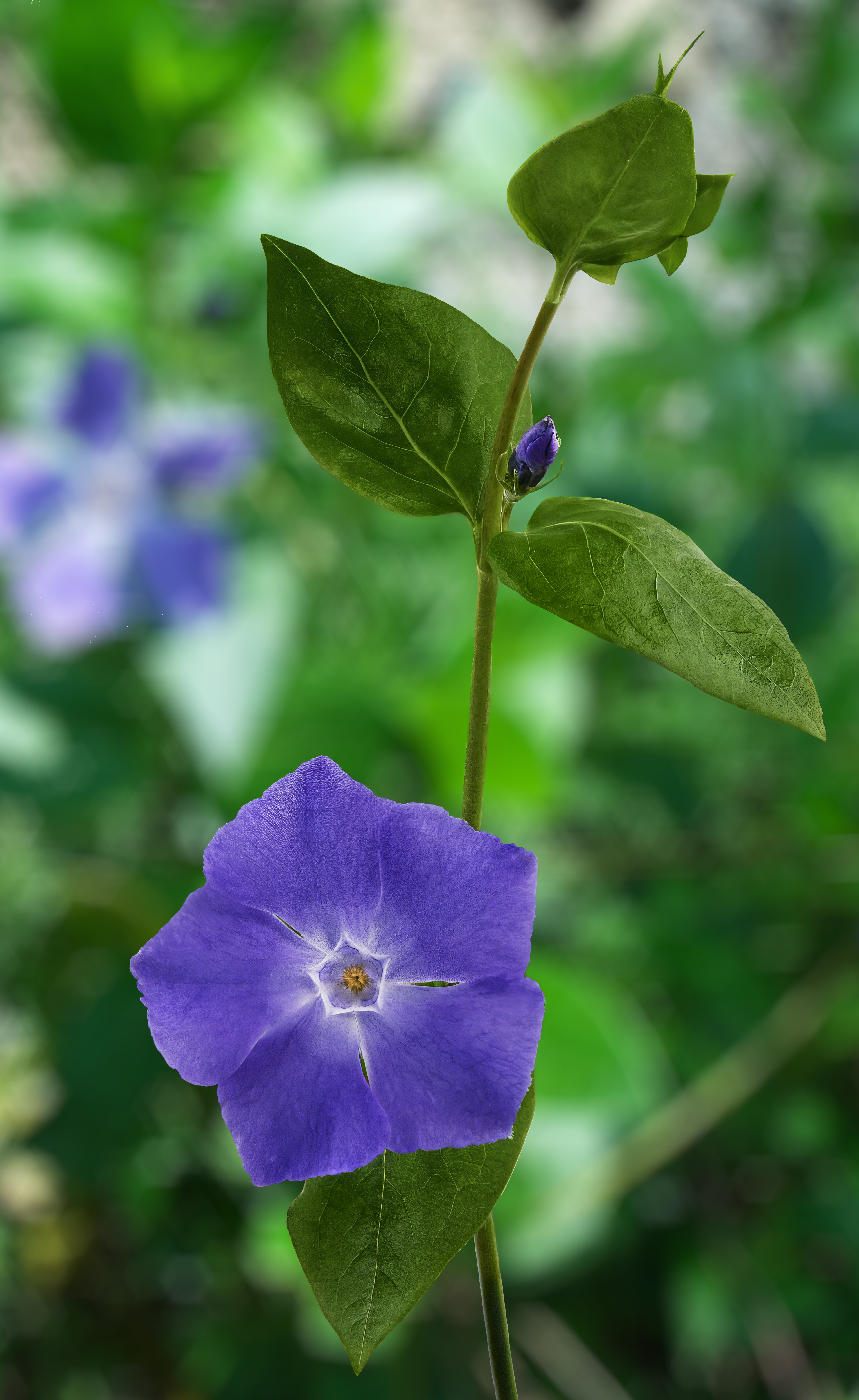
Vinca major, una planta perenne.

Este vocablo se aplica generalmente a las plantas herbáceas o a los arbustos pequeños más que a los arbustos o a los árboles grandes, pero utilizado con rigurosidad también se aplica a la especie más grande y de más larga duración que florece y produce semillas más de una vez en su vida. 
Las plantas perennes herbáceas son aquellas que no forman tejido leñoso permanente. En climas cálidos pueden crecer continuamente. En climas estacionales, su patrón de desarrollo se adapta a la estación de crecimiento. En regiones de clima más fresco crecen y florecen generalmente durante la estación cálida del año y el follaje muere cada invierno. El nuevo crecimiento se produce a partir de su tejido fino o rizoma existente más que de su semilla, como sucede con las anuales y las bienales. En algunos casos, estas plantas perennes pueden conservar su follaje todo el año, incluso en climas estacionales.
Las plantas perennes dominan la mayoría de los ecosistemas naturales. Las perennes silvestres, como las hierbas vivaces, son normalmente mejores competidores que las anuales, especialmente en condiciones de cultivo pobres. Esto se debe a que poseen un mayor sistema radicular que puede acceder al agua y a los nutrientes del subsuelo con más facilidad.